# CC Sabathia
Carsten Charles Sabathia (Vallejo, 21 luglio 1980) è un ex giocatore di baseball statunitense.

## Gli inizi
Sabathia frequentò la Vallejo High School di Vallejo in California. Ottenuto il diploma ricevette un'offerta dalla UCLA per giocare a football americano con la squadra del college, gli UCLA Bruins. Firmò una lettera d'intenti con l'University of Hawaii, che gli avrebbe permesso di giocare sia a football che a baseball nelle squadre di college.

## Carriera

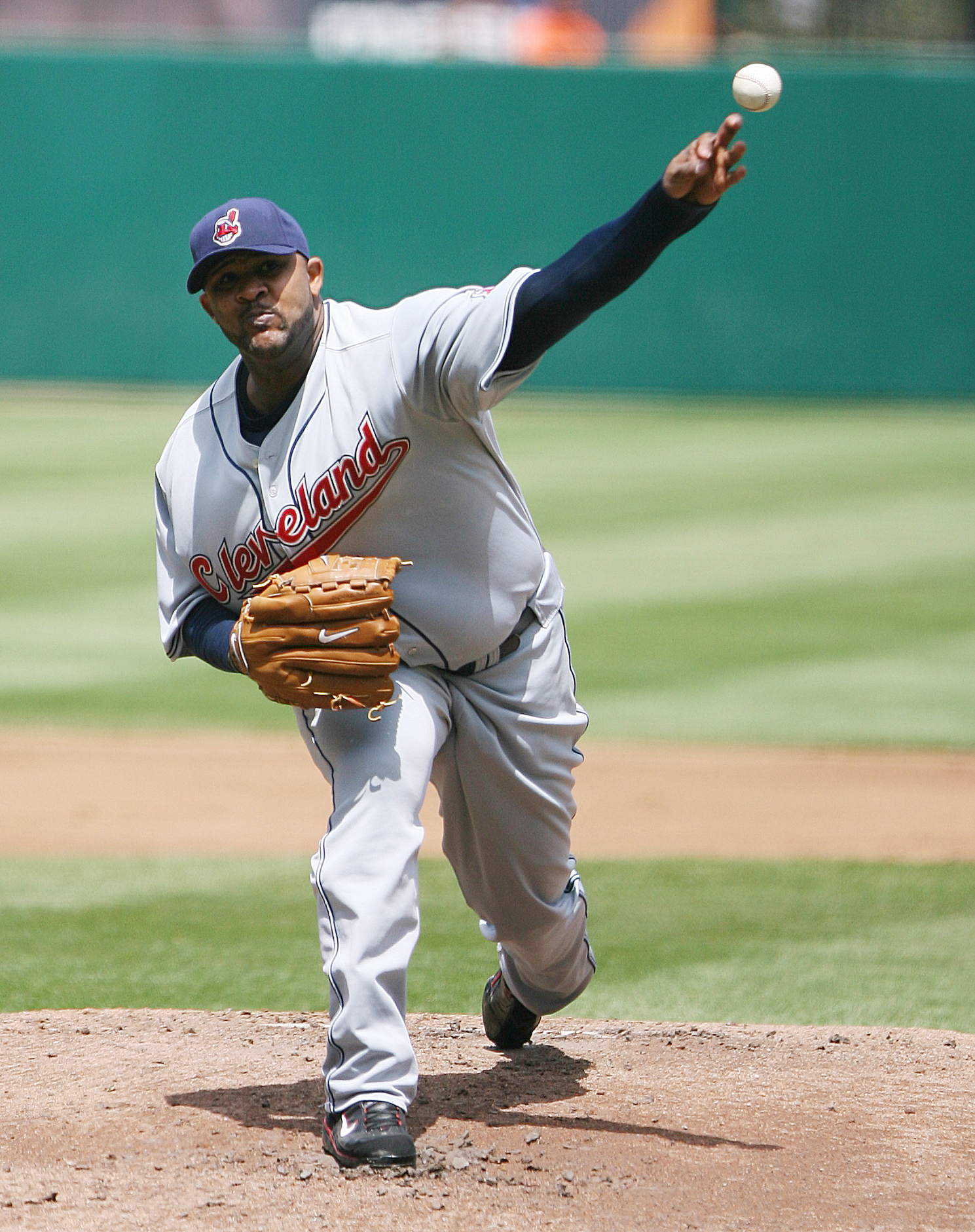
Sabathia con gli Indians nel 2007

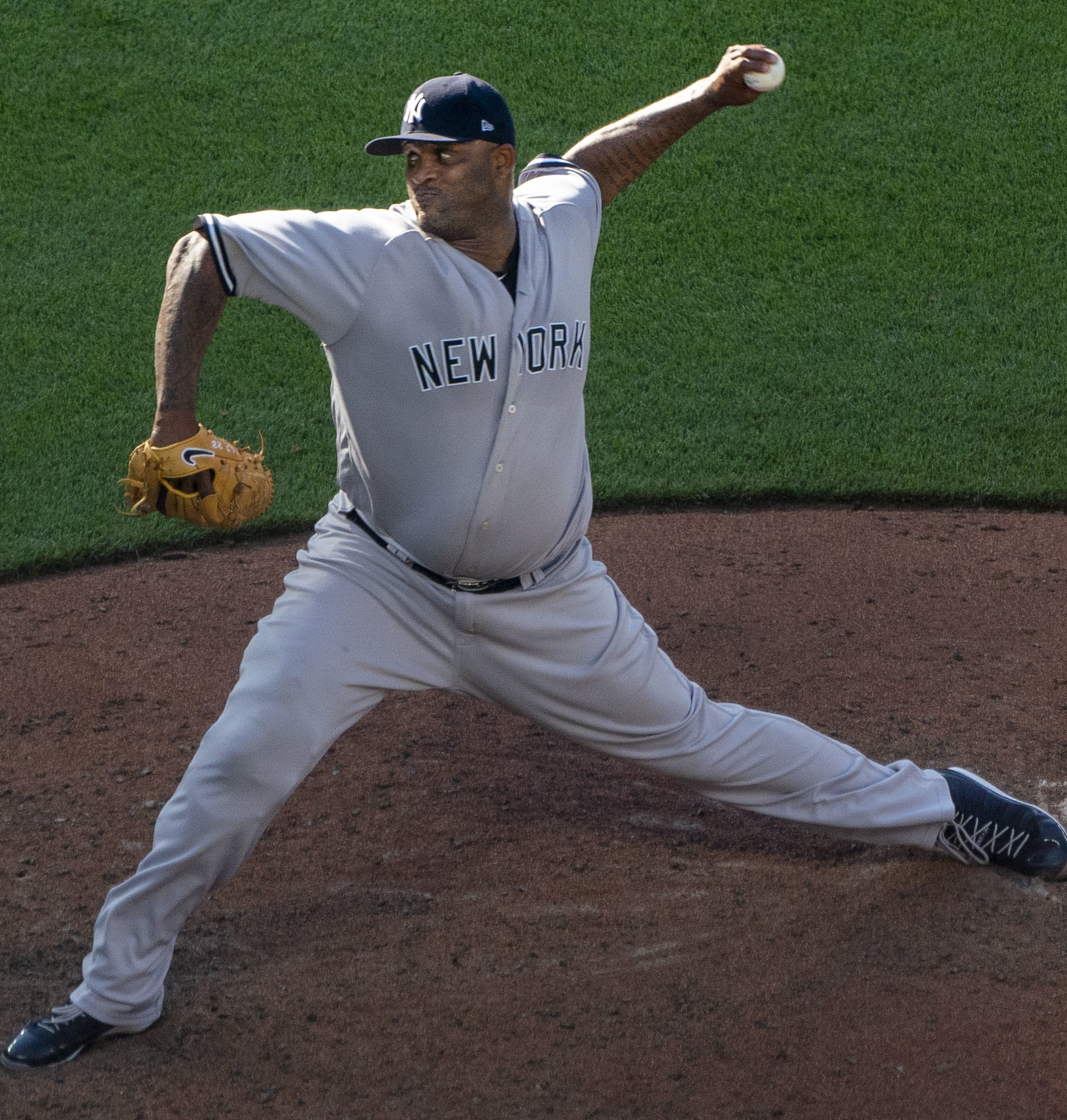
Sabathia con gli Yankees nel 2018

Sabathia fu selezionato, nel primo turno come 20ª scelta assoluta, dai Cleveland Indians durante il draft 1998, con un bonus da 1.3 milioni di dollari. Venne assegnato nella classe Rookie.
Nel 1999 giocò nella classe A-breve, nella classe A e nella A-avanzata, mentre nel 2000 venne schierato nella classe A-avanzata e nella Doppia-A.
Sabathia debuttò nella MLB l'8 aprile 2001, al Jacobs Field di Cleveland, contro i Baltimore Orioles. In luglio fu nominato rookie del mese. Concluse la stagione con 33 partite giocate nella MLB, senza disputarne nemmeno una nella minor league.
Negli anni passati con gli Indians fu convocato tre volte per gli l'All-Star Games (anche se nel 2004 e 2007 non scese in campo) e un Cy Young award.
Il 7 luglio 2008, gli Indians scambiarono Sabathia con i Milwaukee Brewers in cambio di Matt LaPorta, Michael Brantley, Zach Jackson e Rob Bryson. Divenne free agent al termine della stagione il 1º novembre.
Il 18 dicembre, firmò un contratto di sette anni dal valore di 161 milioni di dollari con i New York Yankees. Nel 2009 fu nominato MVP dell'American League Championship Series e poco dopo gli Yankees vinsero le World Series, rendendolo campione. Fu convocato ininterrottamente per gli All-Star Games dal 2010 al 2012.
Il 2 novembre 2018, Sabathia annunciò l'intenzione di ritirarsi alla fine della stagione 2019. Il 17 ottobre durante la quarta partita dell'American League Championship Series 2019 scese in campo per l'ultima volta disputando parte dell'ottavo inning. Gli Yankees rimossero Sabathia dal roster il giorno seguente, a causa della sublussazione della spalla sinistra rimediata dal giocatore, rimpiazzandolo con Ben Heller.

## Palmarès

### Club
- World Series: 1

New York Yankees: 2009

### Individuale
- MLB All-Star: 6

2003, 2004, 2007, 2010, 2011, 2012
- MVP dell'American League Championship Series: 1

2009
- Cy Young Award: 1

2007
- Leader della MLB in vittorie: 2

2009, 2010
- Leader in shotouts: 3

2006 (AL), 2008 (AL e NL)
- Rookie del mese dell'American League: 1

luglio 2001
- Giocatore del mese: 5

maggio 2006 (AL), luglio 2008 (NL), agosto 2008 (NL), agosto 2009 (AL), luglio 2011 (AL)
- Giocatore della settimana dell'AL: 2

1-7 luglio 2007, 15-21 giugno 2008